# José Luis García Pérez
José Luis García Pérez (Sevilla, Andalucía, 1 de septiembre de 1972) es un actor de cine, teatro y televisión español.

## Carrera
Salido del Centro Andaluz de Teatro, fue nominado al Goya como actor revelación en 2005 por la película Cachorro.
Como protagonista ha realizado trabajos con Gerardo Herrero, Benito Zambrano y José Luis Garci en cine y con Blanca Portillo y Carlos Saura en teatro.
Fundador y director de Quijotada, espectáculo que ha recorrido los escenarios de España y otros países. Dirige su propia compañía, Digo Digo Teatro, con la que ha cosechado numerosos éxitos.
En 2015 participó en la serie Carlos, Rey Emperador, donde dio vida a Hernán Cortés.
También ha protagonizado series como Guante Blanco (2008) Amar en tiempos revueltos (2010) o Vive cantando (2014)
Participó en los últimos capítulos de la última temporada de la serie Periodistas donde comenzaba una relación con Mamen Tébar (María Pujalte)

## Filmografía

### Actor
| Año  | Película                                   | Personaje          | Director                         |
| ---- | ------------------------------------------ | ------------------ | -------------------------------- |
| 2001 | Semana Santa                               |                    | Pepe Dancuart                    |
| 2001 | Asalto informático                         | Agente 1           | Miguel Ángel Carrasco            |
| 2001 | Cuando todo esté en orden                  |                    | César Martínez                   |
| 2001 | Amar y morir en Sevilla (Don Juan Tenorio) |                    | Víctor Alcázar                   |
| 2002 | Una pasión singular                        | Luis Parias        | Antonio Gonzalo                  |
| 2002 | El traje                                   |                    | Alberto Rodríguez                |
| 2003 | Héctor                                     | Ángel              | Gracia Querejeta                 |
| 2003 | Cachorro                                   | Pedro              | Miguel Albaladejo                |
| 2003 | El Lobo                                    | Mejia              | Miguel Courtois                  |
| 2003 | Recambios                                  | Rufino             | Manuel Fernández                 |
|      | Acosada                                    |                    | Pedro Costa                      |
| 2004 | Volando voy                                | El señorito        | Miguel Albaladejo                |
| 2004 | Reinas                                     | Pasajero tren      | Manuel Gómez Pereira             |
| 2004 | El mundo alrededor                         | Hombre maltratador | Álex Calvo-Sotelo                |
| 2005 | Va a ser que nadie es perfecto             | Dani Castillo      | Joaquín Oristrell                |
| 2005 | Arena en los bolsillos                     | Tomás              | César Martínez                   |
| 2005 | Los aires difíciles                        | Juan               | Gerardo Herrero                  |
| 2005 | El camino de Víctor                        |                    | Dácil Pérez de Guzmán            |
| 2005 | Seconde chance                             | Luis               | Miguel Courtois                  |
| 2006 | Lola Flores, la película                   | Manolo Caracol     | Miguel Hermoso                   |
| 2006 | La sombra de nadie                         | Marco              | Pablo Malo                       |
| 2006 | Siete mesas de billar francés              | Fran               | Gracia Querejeta                 |
| 2007 | Que parezca un accidente                   | Gregorio           | Gerardo Herrero                  |
| 2007 | 8 citas                                    | Rafa               | Peris Romano y Rodrigo Sorogoyen |
| 2008 | Retorno a Hansala                          | Martín             | Chus Gutiérrez                   |
| 2008 | Un novio para Yasmina                      | Alfredo            | Irene Cardona                    |
| 2009 | Ways to live for ever                      | Dr. Bill Bryan     | Gustavo Ron                      |
| 2010 | Impávido                                   | Dimas              | Carlos Therón                    |
| 2010 | Buried                                     | Jabir              | Rodrigo Cortés                   |
| 2010 | Desechos                                   | Basilio            | David Marqués                    |
| 2010 | El criminal                                | Daniel             | Carles Vila                      |
| 2011 | Los niños salvajes                         | Luis               | Patricia Ferreira                |
| 2012 | Holmes & Watson. Madrid Days               | Doctor Watson      | José Luis Garci                  |
| 2012 | A puerta fría                              | Toni               | Xavi Puebla                      |
| 2014 | Carmina y amén                             | Hombre entierro    | Paco León                        |
| 2015 | Lejos del mar                              | Andrés             | Imanol Uribe                     |
| 2015 | El país del miedo                          | Carlos             | Francisco Espada                 |
| 2015 | Requisitos para ser una persona normal     | Entrevistador      | Leticia Dolera                   |
| 2016 | Que Dios nos perdone                       | Sancho             | Rodrigo Sorogoyen                |
| 2018 | Ibiza                                      | Guillermo          | Alex Richanbach                  |
| 2018 | En las estrellas                           | Armando            | Zoe Berriatúa                    |
| 2022 | Contando ovejas                            | Napoleón (voz)     | José Corral                      |

### Cortometrajes
| Año  | Título                 | Personaje         | Dirección             |
| ---- | ---------------------- | ----------------- | --------------------- |
| 1997 | Mucho por vivir        | Joselito          | Jesús Carlos Salmerón |
| 1997 | Mi nuevo pie de rey    |                   | Santi Amodeo          |
| 1998 | I'm fine in Wellington | Ejecutivo         | Jesús Carlos Salmerón |
| 2003 | Mirados                | Bombero conductor | Julio Fraga           |
| 2003 | Llévame a otro sitio   | Jorge             | David Martín          |
| 2011 | Tres                   | Juanete           | Carlos Violadé        |
| 2012 | Copenhague             | Padre             | Luis María Ferrández  |
| 2012 | Habitantes             |                   | Leticia Dolera        |
| 2019 | Contando ovejas        | Napoleón (voz)    | José Corral           |

### Director
| Año  | Película                   |
| ---- | -------------------------- |
| 2009 | Parenthesis (Cortometraje) |

## Teatro

### Actor
| Año       | Obra                                 | Compañía                         | Director                       |
| --------- | ------------------------------------ | -------------------------------- | ------------------------------ |
| 1991      | Pero no morirás                      |                                  | B. Soriano                     |
| 1993      | El abanico de Lady Windermere        |                                  | Juan Carlos Pérez de la Fuente |
| 1996      | Héctor 1,2,3,...,5,6,7               |                                  | Santiago Amodeo                |
| 1996-1997 | Monólogos de máscaras contemporáneas |                                  | Juan Carlos Sánchez            |
| 1997      | Macbeth                              |                                  | David Perry                    |
| 1997      | Faith                                |                                  | Julio Fraga                    |
| 1997      | Encuentro de poetas                  |                                  | Ramón Bocanegra                |
| 1997      | Vivir como cerdos                    |                                  | Jesús Carlos Salmerón          |
| 1997      | Vamos a dormir                       |                                  | Juan Motilla                   |
| 1999-2000 | Cuatro y una silla que son cinco     | Digo Digo Teatro                 | Juan Carlos Sánchez            |
| 2000-2002 | En la boca del lobo                  | Digo Digo Teatro                 |                                |
| 2002      | Silencio                             | C.A.T.                           |                                |
| 2003-2004 | 5 y Acción                           | Digo Digo Teatro                 |                                |
| 2006-2007 | Closer                               |                                  | Mariano Barroso                |
| 2008-2009 | En la boca del lobo                  | Digo Digo Teatro                 |                                |
| 2009      | Arte                                 | Trasgo Producciones              | Eduardo Recabarren             |
| 2011      | La avería                            | Avance Producciones & Entrecajas | Blanca Portillo                |
| 2012      | Viejos tiempos                       | Teatro Español                   | Ricardo Moya                   |
| 2013      | El gran teatro del mundo             | Teatro Español                   | Carlos Saura                   |
| 2014      | Don Juan Tenorio                     | Teatro Pavón                     | Blanca Portillo                |
| 2023      | Amistad                              | Naves del Español                | Juan Mayorga                   |

### Director
- Vayas donde vayas (1996)
- Nombre de mujer (1996-1997)
- Quijotadas (2005)
- Vampiros, la belleza siniestra (2006)
- Celosías (2012) (Microteatro)

## Televisión
| Año              | Serie                               | Personaje                    |
| ---------------- | ----------------------------------- | ---------------------------- |
| 1999             | Plaza Alta                          | Eladio                       |
| 2000             | Compañeros                          |                              |
| 2000             | Policías, en el corazón de la calle |                              |
| 2000 - 2001      | Periodistas                         | Curro                        |
| 2002             | Periodistas                         |                              |
| 2003             | Padre Coraje                        |                              |
| 2003; 2006; 2012 | Hospital Central                    | Félix / Daniel / Pablo       |
| 2004             | Ana y los 7                         | Carlos                       |
| 2005             | Un paso adelante                    |                              |
| 2005             | Aída                                | Esteban                      |
| 2006             | El comisario                        | César                        |
| 2006             | Divinos                             |                              |
| 2007             | Hermanos y detectives               |                              |
| 2008             | Fuera de lugar                      |                              |
| 2008             | Guante blanco                       | Mario Pastor                 |
| 2010             | Acusados                            | Espinosa                     |
| 2010             | Alfonso, el príncipe maldito        | Alfonso de Borbón            |
| 2010             | Impares                             |                              |
| 2010             | Impares premium                     | José Luis                    |
| 2010 - 2011      | Amar en tiempos revueltos           | Andrés Hernández Salvatierra |
| 2013             | El don de Alba                      | José María                   |
| 2013             | Libres                              | Fiscal                       |
| 2013 - 2014      | Vive cantando                       | Juan José "Juanjo" Pérez     |
| 2014             | El rey                              | Don Juan de Borbón           |
| 2015 - 2016      | Carlos, Rey Emperador               | Hernán Cortés                |
| 2016             | Bajo sospecha                       | Enrique Méndez               |
| 2017             | Sé quién eres                       | Ex de Alicia                 |
| 2018             | La verdad                           | Lalo Ruiz                    |
| 2019             | Secretos de Estado                  | Guillermo Gutiérrez Casas    |
| 2019             | Hospital Valle Norte                | Héctor Salgado               |
| 2020             | Diarios de la cuarentena            | José Luis                    |
| 2020             | El Cid                              | Fernando I el Grande         |
| 2021             | The Mallorca Files                  | Javier Santos                |
| 2022             | El secreto de la espía              | Felipe Calero                |
| 2022             | La noche más larga                  | Lennon                       |
| 2023             | Las noches de Tefia                 | El Andaluz                   |
| 2023             | Honor                               | Vicente Aguilar              |
| 2023             | La Moderna                          | Don Jaime de Morcuende       |
| 2024             | Cicatriz                            | Padre de Tomás               |

## Premios y candidaturas
| Año  | Certamen                                       | Categoría                | Película                                               | Resultado |
| ---- | ---------------------------------------------- | ------------------------ | ------------------------------------------------------ | --------- |
| 1999 | Festival de teatro en el Sur de Palma de Río   | Mejor actor de teatro    | Cuatro y una silla que son cinco                       | Ganador   |
| 1999 | Festival de cortos de Andalucía en Huelva      | Mejor actor              |                                                        | Ganador   |
| 2004 | Premios Goya                                   | Mejor actor revelación   | Cachorro                                               | Nominado  |
| 2007 | Festival de cine español de Peñíscola          | Mejor actor              | Va a ser que nadie es perfecto                         | Ganador   |
| 2008 | Premios "El Público"                           | Premio de Cine           | 8 citas Un novio para Yasmina Que parezca un accidente | Ganador   |
| 2009 | Festival Internacional de Cine Euro-Árabe AMAL | Mejor actor              | Un novio para Yasmina                                  | Ganador   |
| 2010 | Festival Mostra de Valencia                    | Mejor actor              | El criminal                                            | Ganador   |
| 2012 | Unión de Actores de España                     | Mejor actor protagonista | Amar en tiempos revueltos                              | Nominado  |